# Rafał W. Orkan
Rafał W. Orkan (ur. 10 kwietnia 1980 we Wrocławiu) – polski pisarz, twórca fantastyki oraz scenarzysta gier wideo. 
Debiutował w 2007 roku opowiadaniem Maszyna na łamach miesięcznika „Science Fiction, Fantasy i Horror”. Od 2011 zawodowo zajmuje się projektowaniem narracji w grach wideo; do 2015 w studiu Techland, a od 2016 w niezależnym studiu Strange New Things. 

## Publikacje książkowe

### Samodzielne książki
- Głowa w mur (Fabryka Słów 2009 ISBN 978-83-7574-010-3)
- Dziki Mesjasz (Fabryka Słów 2009 ISBN 978-83-7574-134-6)

### Opowiadania w antologiach
- Miód z moich żył – antologia Kochali się, że strach (Fabryka Słów 2007 ISBN 978-83-60505-83-0)
- Wystawa okrucieństw – antologia Jeszcze nie zginęła (Fabryka Słów 2010 ISBN 978-83-7574-178-0)
- Księcia Kordiana księżycowych przypadków część pierwsza i najprawdopodobniej ostatnia – antologia Głos Lema (Powergraph 2011 ISBN 978-83-61187-32-5)
- Ku chwale Konsorcjum! – antologia Szortal Fiction (Solaris 2013 ISBN 978-83-7590-136-8)
- Imperium nigdy się nie skończyło – antologia Szortal Fiction (Solaris 2013 ISBN 978-83-7590-136-8)

## Gry
- Dead Island – 2011
- Dead Island: Ryder White – 2012
- Call of Juarez: Gunslinger – 2013
- Dying Light – 2015
- Dying Light: The Following – 2016